# 诺瓦克·卡塔琳
韦赖什内·诺瓦克·卡塔琳·埃娃（匈牙利語：Veresné Novák Katalin Éva，發音：[ˈnovaːk ˈkɒtɒlin]；1977年9月6日—），匈牙利政治人物。从2018年至2022年担任青民盟國会议员，1998年至2002年任匈牙利国民议会主席，其間於2020年至2021年兼任第四次奧班內閣的家庭事務部長。2022年獲国会选为匈牙利总统，也是匈牙利史上第一位女性，而且是最年輕的總統。2024年2月10日，诺瓦克宣布辞职，此前她因赦免一名因掩盖上司性侵未成年人行为而被定罪的男子引起了公众的不满。